# EarthCARE
EarthCARE (acronimo di Earth Cloud, Aerosol and Radiation Explorer) è un satellite scientifico frutto di una collaborazione tra Europa (ESA) e Giappone (JAXA e NICT). Il suo scopo principale è l'osservazione e lo studio delle nuvole e degli aerosol e la misurazione della radiazione solare riflessa e della radiazione infrarossa emessa dalla superficie terrestre e dall'atmosfera.
Il satellite è stato lanciato il 28 maggio 2024 da SpaceX con un lanciatore Falcon 9.

## Strumentazione
L'obiettivo della missione è di ottenere dati scientifici che possano aiutare a comprendere meglio il bilancio energetico Sole-Terra. A questo scopo, il satellite è dotato dei seguenti strumenti scientifici:
- ATmospheric LIDar (ATLID): un lidar atmosferico fornito da Airbus;
- Cloud Profiling Radar (CPR): radar di profilazione delle nuvole fornito dalla JAXA;
- Multi-Spectral Imager (MSI): un imager multispettrale fornito dall'ESA;
- Broad-Band Radiometer (BBR): un radiometro a banda larga fornito dall'ESA.

Il controllo del satellite viene effettuato dal centro ESOC dell'ESA. Telemetria e comandi sono trasmessi ricevuti in banda S attraverso la stazione di terra di Kiruna. La ricezione dei dati scientifici è invece effettuata in banda X dalle stazioni di Kiruna e Inuvik. I dati scientifici sono processati e archiviati presso il centro ESRIN dell'ESA.